# David Champernowne
David Gawen Champernowne, gyakran D. G. Champernowne (Oxford, 1912. július 9. – Cambridge, 2000. augusztus 19.) brit közgazdász és matematikus.